# Baladas e Canções (EP I de José Afonso)
Cantares de José Afonso é um EP de José Afonso, editado a partir do LP de mesmo nome, e lançado em 1967.

## Faixas
| N.º | Título             | Compositor(es)               | Duração |  |
| 1.  | "Canção Longe"     | Popular açoriana/José Afonso |         |  |
| 2.  | "Os Bravos"        | Popular açoriana             |         |  |
| 3.  | "Balada Aleixo"    | António Aleixo/José Afonso   |         |  |
| 4.  | "Balada do Outono" | José Afonso                  |         |  |